# Palpita conistolalis
Palpita conistolalis là một loài bướm đêm trong họ Crambidae.